# بين رييس
بين رييس (بالإنجليزية: Ben Reyes)‏ هو سياسي أمريكي، ولد في 16 فبراير 1947 في بورتون ،مقاطعة واشنيغتون في الولايات المتحدة. حزبياً، نشط في الحزب الديمقراطي. وقد انتخب عضو مجلس نواب تكساس.